# Західна Африка

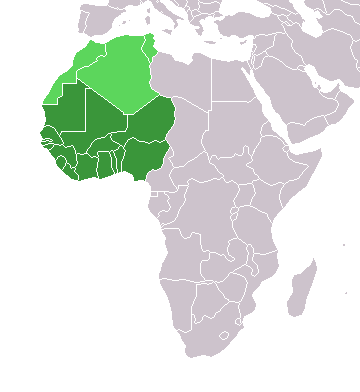
Країни, що відносяться до Західної Африки

За́хідна А́фрика — частина африканського континенту, що розташована на південь від центральної Сахари та омивається з заходу та півдня Атлантичним океаном. Природним кордоном на сході є Камерунські гори.

## Географія

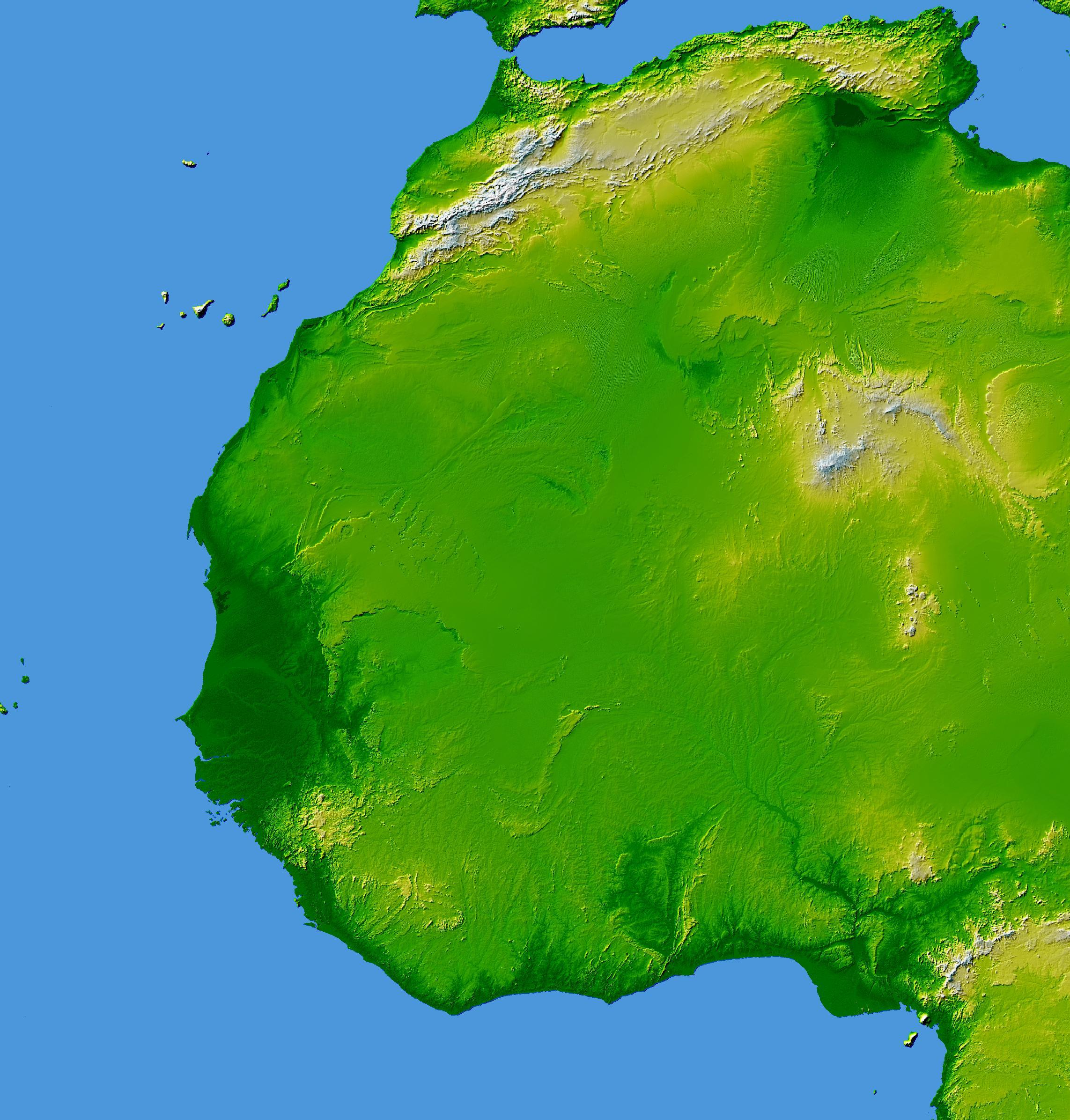
Західна Африка

Західна Африка охоплює регіони Сахель і Судан, а також тропічні ліси Екваторіальної Гвінеї. Клімат через вітри-пасати змінно-вологий з різно вираженими сезонами посух і дощів. У Сахелі майже немає рослинності, у Судані домінують савани, на узбережжі існують смуги тропічного лісу.

## Населення
У перехідній зоні в Сахарі та в Мавританії мешкають бербери та маври з світлішою шкірою, південніше — перш за все нігеро-кордофанські народності. Багато західноафриканців є послідовниками традиційних релігій. Також поширений іслам, що з'явився в Середньовіччі, поряд з меншинами християн, що з'явилися в результаті європейської місіонерської діяльності.

## Історія
До прибуття європейців в Західній Африці існували такі держави, як Гана, Малі та Сонгай. Починаючи з XV століття на узбережжі почали засновувати свої колонії португальці, французи та англійці, займаючись торгівлею рабами, в зокрема з Америкою.
Західна Африка довгий час вважалась «могилою білої людини». Тропічні хвороби — малярія, жовта гарячка, сонна хвороба тощо вбивали в XVIII столітті в перший же рік від 25 до 75 відсотків новоприбулих європейців. У наступні роки вмирали близько десяти відсотків. Хвороби поширювали безліч комах, зокрема комарі та мухи цеце, крім цього впливали погані гігієнічні умови в сезони дощів. У XX столітті колоніальні кордони в Західній Африці зміцнилися, перш ніж почалася хвиля незалежності в 1960 році.

## Політика
Західна Африка розділена протиріччями поміж франкомовними та англомовними країнами, що складаються не тільки в мовному бар'єрі але й в різних менталітетах і світоглядах. Зв'язки колишніх колоній з колишніми метрополіями тісніші, ніж з сусідніми державами. Західноафриканська співдружність ECOWAS слугує інтеграції в регіоні та намагається створити мир у різних гарячих точках (Сьєрра-Леоне, Ліберія, Кот д'Івуар).

## Держави
У Західній Африці розташовані такі держави:
- Бенін
- Буркіна-Фасо
- Кабо-Верде
- Кот-д'Івуар
- Гамбія
- Гана
- Гвінея
- Гвінея-Бісау
- Ліберія
- Малі
- Мавританія
- Нігер
- Нігерія
- Острови Святої Єлени, Вознесіння і Тристан-да-Кунья
- Сенегал
- Сьєрра-Леоне
- Того

## Інфраструктура
Дорожня інфраструктура розвинута слабо, залізничні шляхи існують лише від внутрішніх регіонів до узбережжя і є спадком колоніальної економічної політики. Великими портами є Дакар, Конакрі, Абіджан, Аккра, Ломе та Лагос.

## Економіка
Держави Сахеля належать до найзлиденніших країн світу, Нігерія, не дивлячись на вагомі запаси нафти, також сильно відстає у розвитку. На узбережжі в сільському господарстві вирощують монокультури, призначені для експорту.

## Культура
Західна Африка є батьківщиною більшої частки африканських мов. Більшість з них належать до конго-кордофанської та афроазійської мовної групи. Велике значення для традиційної культури народностей, що мешкають у саванах і тропічних лісах, має усний фольклор і передача знань, а також використання масок і танців у церемоніальних цілях.